# Tove Alsterdal
Tove Kerstin Alsterdal (Malmö, Suecia, 28 de diciembre de 1960) es una autora, periodista y dramaturga sueca. Debutó en 2009 con su primera novela de suspense, Mujeres en la playa. Desde entonces, ha construido una larga carrera literaria y ha sido publicada en varios países. También ha escrito guiones para el cine y el teatro y ha editado las novelas policíacas de Liza Marklund.

## Biografía
Tove nació en 1960 en Malmö. Su padre es el periodista Alvar Alsterdal (1926-1991), de Alster (Värmland), que fue, entre otras cosas, jefe de cultura del periódico Arbetet y asesor de prensa en Bonn y Londres. Su madre, Elsa Bolin (1928-2009), de Karungi, fue una trabajadora social y, entre otras cosas, subdirectora de servicios sociales en el municipio de Järfälla.
Ella creció en Umeå y en Jakobsberg, a las afueras de Estocolmo. Los paisajes de los pueblos de su infancia han sido retratados varias veces en sus novelas policiales, destacando entre ellas   Let me take your hand. Tras terminar el instituto, trabajó como enfermera en el Hospital Beckomberga, un entorno que describió en su libro Do not turn around.
En 1985 se formó como periodista en el instituto popular de Kalix. Allí también conoció a Liza Marklund, lo que sentó las bases para una futura y estrecha colaboración en sus escritos. De adulta, Alsterdal vivió muchos años en Luleå, donde trabajó como periodista para la radio y la televisión. Actualmente vive en Estocolmo y, junto con su ex marido Nikolaj Alsterdal, tiene tres hijas, una nacida en 1999 y dos gemelas nacidas en 2002.

## Obra
- Mujeres en la playa (2009, The Forgotten Dead). Publicado en español por RBA en 2009.
- Grave of Silence (2012)
- Let me take your hand (2014)
- Do not turn around (2016)
- Blindtunnel (2019)
- Delitos de familia (2020, Rotvälta). Publicado en español por el sello Motus de Trini Vergara Ediciones en 2022.
- Slukhål (2021)

## Premios
- 2014 - Premio Deckarakademin a la mejor novela criminal sueca (por Let me take your hand)[3]
- 2017 - Prix Balais D'Or - Mejor novela criminal editada en Francia (por Do not turn around)[4]
- 2020 - Premio Deckarakademin a la mejor novela criminal sueca (por Delitos de familia)[5]
- 2021 - Premio Glasnyckeln a la mejor novela negra (por Delitos de familia)